# Bohrok
Los Bohrok son misteriosas criaturas similares a insectos de la historia de LEGO Bionicle. Eran destacados antagonistas en la historia Crónicas, aunque partes de su origen continúan siendo un misterio.

## Perspectiva General
Los Bohrok son criaturas mecánicas similares a insectos, controlados por criaturas orgánicas extrañas y parasitarias dentro de sus cabezas, conocidas como Krana. Si un Bohrok pierde su Krana, se apaga y puede ser reprogramado para servir; pero si un Krana llega al rostro de algún otro ser, hace a su anfitrión parte del enjambre. Los Krana, que controlan a los Bohrok, son a su vez controlados por las dos temibles Bahrag, reinas gemelas de los enjambres.
Ha habido indirectas que relacionan a los Bohrok con los Toa Mata; las Bahrag se han referido a éstos Toa como los “hermanos” de los Bohrok, y el escritor de la serie Greg Farshtey ha confirmado que hay un significado oculto tras esta declaración. 
Hace más de mil años en Metru Nui, los mineros Onu-Matoran tropezaron con un nido donde claramente se leía la palabra bhorok, además descubrieron que las criaturas eran completamente mecánicas mientras que los Krana que llevaban dentro eran completamente orgánicos. Después de una revisión rápida, los archivistas descubrieron que no había señales de que hubieran sido construidos. Otro archivista Onu-Matoran llamado Mavrah hizo la teoría de que antes los Bohrok eran biomecánicos (Como cualquier otra forma de vida en BIONICLE), mas evolucionaron a un estado sin partes orgánicas y sin un solo pensamiento independiente, aunque esta teoría fue olvidada con el tiempo.

## Historia
Los enjambres Bohrok están rodeados de misterio; nadie sabe cómo, dónde o cuándo fueron creados (aunque son en realidad Av-Matoran al finalizar su ciclo de vida). Lo que sí se sabe es que estas criaturas similares a insectos fueron hechas para un solo propósito: devolver la isla de Mata Nui al “Tiempo Antes del Tiempo”, cuando su superficie era completamente árida. No se suponía que los Bohrok destrozaran la isla cuando aún estaba habitada por Matoran; sin embargo, el malvado Makuta despertó a los durmientes enjambres antes de tiempo, haciendo que comenzaran su trabajo de destrucción. El ataque de los enjambres Bohrok había sido advertido antes. Cuando Takua buscaba a Matoro en Ko-Koro, vio una piedra que decía “Cuidado con los enjambres”. Los Bohrok derribaban enormes árboles con facilidad, congelaban lava, derretían hielo, y allanaban montañas en su desesperada búsqueda por “limpiarlo todo”. El alivio solo llegó cuando los Toa Mata derrotaron a las Reinas Bohrok, las Bahrag, tras una dramática búsqueda. Sin las Bahrag para guiarlos, los Bohrok se volvieron dóciles, y los Matoran los pusieron a trabajar reparando el daño.
Poco después, seis Bohrok mutados llamados Bohrok-Kal fueron liberados. Estos Bohrok de élite eran mucho más poderosos, inteligentes, fuertes – e independientes – que los Bohrok comunes (incluso podían hablar). Uno solo de estos bohrok era peor que 60 de los bohrok comunes.Su misión era liberar a las Bahrag de donde habían sido apresadas por los Toa Mata, permitiendo que los enjambres Bohrok continuaran con su invasión.
Inmediatamente después de encarcelar a las Bahrag, los Toa fueron transformados por protodermis energizada en los más poderosos Toa Nuva, y cada uno ganó un Símbolo Nuva que estaba unido a sus poderes elementales. Los Bohrok-Kal descubrieron que la prisión de las Bahrag estaba cerrada con un Cubo Nuva especial, que requería los Símbolos Nuva para abrirse. Los Bohrok-Kal tuvieron que robar los Símbolos y encontrar la entrada sellada hacia la guarida y prisión subterránea de las Bahrag antes de poder liberar a las reinas gemelas.
Y en efecto, los Kal lograron robar los Símbolos con facilidad, encontrar la entrada de la guarida, hacer un camino, y casi terminar con su retorcida tarea. En la guarida, un grupo de Exo-Toa protegía la prisión; los Bohrok-Kal los derrotaron con facilidad mas esto les dio tiempo a los Toa Nuva para alcanzarlos. Toa Tahu trató de usar la Máscara del Tiempo contra ellos, pero incluso ralentizados casi hasta detenerse, los Bohrok-Kal estaban protegidos por sus Krana-Kal plateadas. En un último esfuerzo, los Toa contaron con sus lazos con sus Símbolos Nuva y dieron su energía a los Bohrok-Kal, dándoles poder más allá de lo imaginable, demasiado poder para que pudieran controlarlo. Sus cuerpos fueron completamente destruidos por sus propios poderes y sólo quedaron sus Krana-Kal. 
En la actualidad, los Bohrok han regresado a sus nidos (Por orden de los Bohrok-Kal). Ahora que los Matoran han dejado la isla, los Bohrok ya son libres para hacer su limpieza o lo estarían, si las Bahrag no siguieran encarceladas.
Algunos Bohrok aparecieron en el juego de video “Maze of Shadows” (“Laberinto de Sombras”), que ocurrió mucho antes de que los enjambres fueran despertados. Resulta que estos Bohrok no estaban controlados por Krana, sino que por criaturas como gusanos con una mente en común que habían escapado de una guarida de la Hermandad de Makuta. Lograron llegar a un nido de Bohrok, entraron a algunas carcasas Bohrok y aprendieron a usarlas para defenderse.
Mucho después los Toa NUva se enteraron de que tenían que liberar a la hermanas Bahrag para que Mata Nui despierte, y así lo hicieron, los Bohrok destruyeron toda la superficie de Mata Nui y quedó desierta para que luego el Gran Espíritu pudiera despertar en esa misma isla.

## Poderes
Todos los Bohrok comparten las habilidades de acurrucarse en una bola y de expulsar sus Krana hacia un oponente. Cada Bohrok está también equipado con escudos de mano que les permiten disparar su elemento. Además, el Krana del Bohrok le da un poder adicional, y un Bohrok puede cambiar estos poderes si un Bohrok Va cambia su Krana por otro.
Los Bohrok Va no tienen ninguno de estos poderes (Aparte de lanzar Krana), pero al contrario de los Bohrok normales, pueden operar independientemente sin Krana (Aunque aún necesitan órdenes de las Bahrag). También tienen herramientas de mano.
Los Bohrok-Kal pueden usar su elemento de dos formas (Ofensiva y defensivamente), mientras que los Bohrok normales solo pueden hacerlo de una. También usan un conjunto de Krana mejorados llamados Krana-Kal que tienen poderes ligeramente diferentes; y cuando los Kal están en los momentos finales antes de completar su misión, sus Krana-Kal se vuelven plateadas y proyectan un escudo que los protege de todo daño externo.
Los Bohrok-Kal también han mostrado la habilidad de unirse en seres Kaita (Tomando el nombre del Krana dominante), lo que combina y amplifica los poderes de los que forman parte de la fusión. Los Bohrok normales también pueden formar Kaita, aunque es desconocido si los Bohrok Va tienen esta habilidad. Las instrucciones de los Kaita estaban incluidas con los juguetes Bohrok y Bohrok Va, pero estos nunca fueron vistos en la historia. 

## Razas Bohrok

### Razas Principales
Tahnok, Bohrok de Fuego, son trabajadores rápidos. A pesar de su velocidad, siguen siendo muy cuidadosos y conocen el valor del trabajo en equipo. Si uno de su equipo está herido o en problemas, se asegurarán de que esté a salvo antes de seguir con su misión. Mientras que los Bohrok no son naturalmente agresivos, los Tahnok son los menos pacíficos de los enjambres. Se enojan con facilidad y si son amenazados, atacaran primero y preguntarán luego. Cuando golpean, lo hacen en equipo, lo que los hace aún más peligrosos. Sin embargo, tienden a actuar impulsivamente y no son tan calculadores como algunos de los otros enjambres.
Gahlok, Bohrok de Agua, son clientes escurridizos -- nunca sabes realmente cómo tratar con ellos. Justo cuando crees que has descubierto sus métodos, los cambian. Como Turaga Nokama dijo una vez, “Atrapar a un Gahlok es como tratar de agarrarse a una anguila con una mano mojada. Así que piénsalo mucho antes de interrumpir su trabajo”. Nunca reaccionan de la misma forma dos veces y nunca atacan el mismo lugar dos veces. Atacaron Onu-Koro, obligando a los Matoran a evacuar. Nuparu usó un cuerpo de Gahlok sin Krana para construir las 2 máquinas Boxor y salvar Onu-Koro.
Lehvak, Bohrok del Aire trabajan en enjambres, aunque tienden a operar mejor en grupos más pequeños, golpeando y corriendo, y por esto son probablemente los más individualmente motivados de todos los Bohrok, y más que capaces de pensar y operar solos. Los Lehvak son astutos estrategas. Nunca atacan un lugar por mucho y es difícil predecir dónde aparecerán luego. La única forma real de detenerlos es arrinconar a un grupo y sorprender a cada uno por separado. Los Lehvak son los Bohrok más peligrosos por su poderoso ácido, que puede disolver “cualquier” sustancia. Cuando atacaron Le-Koro, reemplazaron casi todas las máscaras de los Le-Matoran con Krana (a excepción de Kongu y Tamaru). Luego los Le-Matoran dominaron a Toa Lewa.
Pahrak, Bohrok de Piedra, rara vez se enojan, pero si lo hacen, ¡Es mejor cuidarse! Una vez deciden ocuparse de un problema, no se rendirán hasta que esté resuelto. No les importa ignorar a los forasteros hasta que queda claro que deben defenderse. Cuando lo hacen, avanzan lentamente pero con seguridad hacia la molestia – nada los disuadirá. Sin embargo, luego de un ataque tienden a volver a su misión rápidamente. Para detener a un enjambre en marcha se debe atacar la columna de a poco. Los Pahrak llevan escudos con el poder de desmenuzar mediante ataques sónicos.
Nuhvok, Bohrok de Tierra, son los más solitarios de los enjambres. No se defienden inmediatamente, pero cuando determinan lo que está pasando, atacarán con sus formidables escudos martillo. Si son arrinconados, atacarán con tenacidad hasta que llegue la ayuda. Son más vulnerables en espacios abiertos. Por ello, la mejor estrategia para atrapar un Nuhvok es atraerlo hasta la superficie, alejándolo del enjambre.
Kohrak, Bohrok de Hielo, se consideran a sí mismos invencibles y no les importa el peligro. Seguirán trabajando hasta que no tengan más opción que atacar. Esto hace más fácil para los Toa y los aldeanos el capturar Kohrak individuales, pero cuando uno responde, lo hace todo el grupo. No les importa su propia seguridad. Son grandes estrategas y trabajadores en secreto. Sin embargo, tienen una debilidad: siempre atacan de a uno, en vez de cómo una fuerza unida, lo que los obliga a depender de sus formidables habilidades individuales. Sus escudos de hielo les permiten congelar cualquier sustancia, incluso el fuego.

## Bohrok-Kal
- Tahnok-Kal: Bohrok-kal de la Electricidad. Puede concentrar un potente rayo eléctrico capaz de matar o noquear a su adversario.Defensivamente crea campos eléctricos sus Krana son doradas.Se les conoce por su temperamento e impredecibilidad.

- Gahlok-kal: Bohrok-kal del Magnetismo. Controla campos magnéticos que utiliza en ataque y defensa.Igual de escurridizo que los Gahlok normales.Sus Krana son azul eléctrico.

- Lehvak-kal: Bohrok-kal del vacío. Absorbe todo el aire de la atmósfera para crear corrientes de vacío con sus escudos de vacío que tienen forma de pinza.Puede usar su poder para perforar o aspirar y también puede provocar la implosión de cualquier objeto hueco, incluido la armadura de un Toa.Son ágiles y superarán cualquier obstáculo en su búsqueda.Sus Krana son verde metálico.

- Nuhvok kal: Bohrok-kal de la Gravedad. Es capaz de hacer más ligero o más pesado a un enemigo. su krana es de color bronce

- Kohrak kal: Bohrok-kal del Sonido. Puede crear una barrera sónica que repele ataques suele actuar solo porque sus ataques pueden afectar a sus propios camaradas.Sus krana son plateados

- Pahrak kal: Bohrok-kal del Plasma. Puede impercalentar casi cualquier sustancia, y covierten los ataques en plasma, su krana es de color negro carbón

## Bahrag
Las reinas Bahrag son dos rahi gigantes que viven en el nido bohrok principal.
Son llamadas Cahdok y Gahdok.Los Toa Mata intentaron vencerlas en sus formas de armaduras Exo-toa pero como bloqueaban sus poderes elementales, decidieron encerralas en una prisión de protodermis sólida, en la que han permanecido hasta que fueron liberadas, para que los Bohrok despertaran de nuevo y limpiaran la isla de Mata Nui, proceso necesitado para despertar al gran espíritu.

## Av-Matoran
En algún momento de su vida, un Av-Matoran es transformado en un Bohrok.
- Datos: Q5731264